# بيئة رسوبية

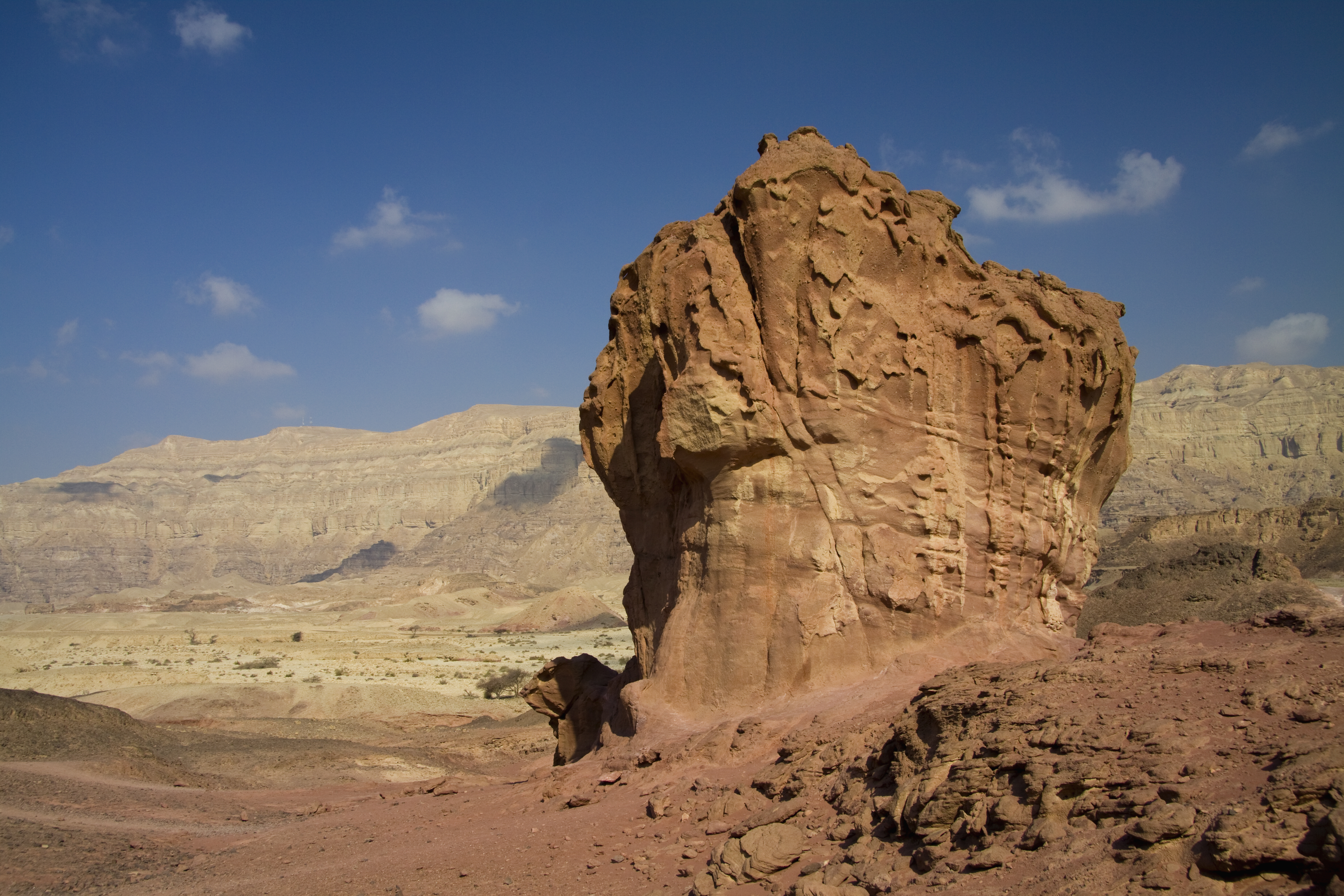

في الجيولوجيا، بيئة الترسيب (بالإنجليزية: Depositional environment)‏ أو البيئة الرسوبية (بالإنجليزية: sedimentary environment)‏، هي مجموعة من العمليات الفيزيائية والكيميائية والبيولوجية المرتبطة بترسب نوع معين من الرواسب.

## أنواع البيئات الرسوبية
قارية
- طمي
- عوامل ريحية
- نهرية
- ترسبات بحيرية

انتقالية
- دلتا
- مد وجزر
- بحيرة شاطئة
- شاطئ
- بحيرة

بحرية
- بيئة بحرية مائية ضحلة
- سهل سحيق
- شعاب

أخرى
- متبخرات
- دور جليدي
- بركان

## روابط خارجية
- Sedimentary Environments Classification Charts
- Depositional environments on e-notes